# Temporada 2004-2005 del FC Barcelona
Les dades més destacades de la temporada 2004-2005 del Futbol Club Barcelona són les següents:

## Títols assolits
- 17a Lliga espanyola
- Copa de Catalunya

## 2005

### Juny

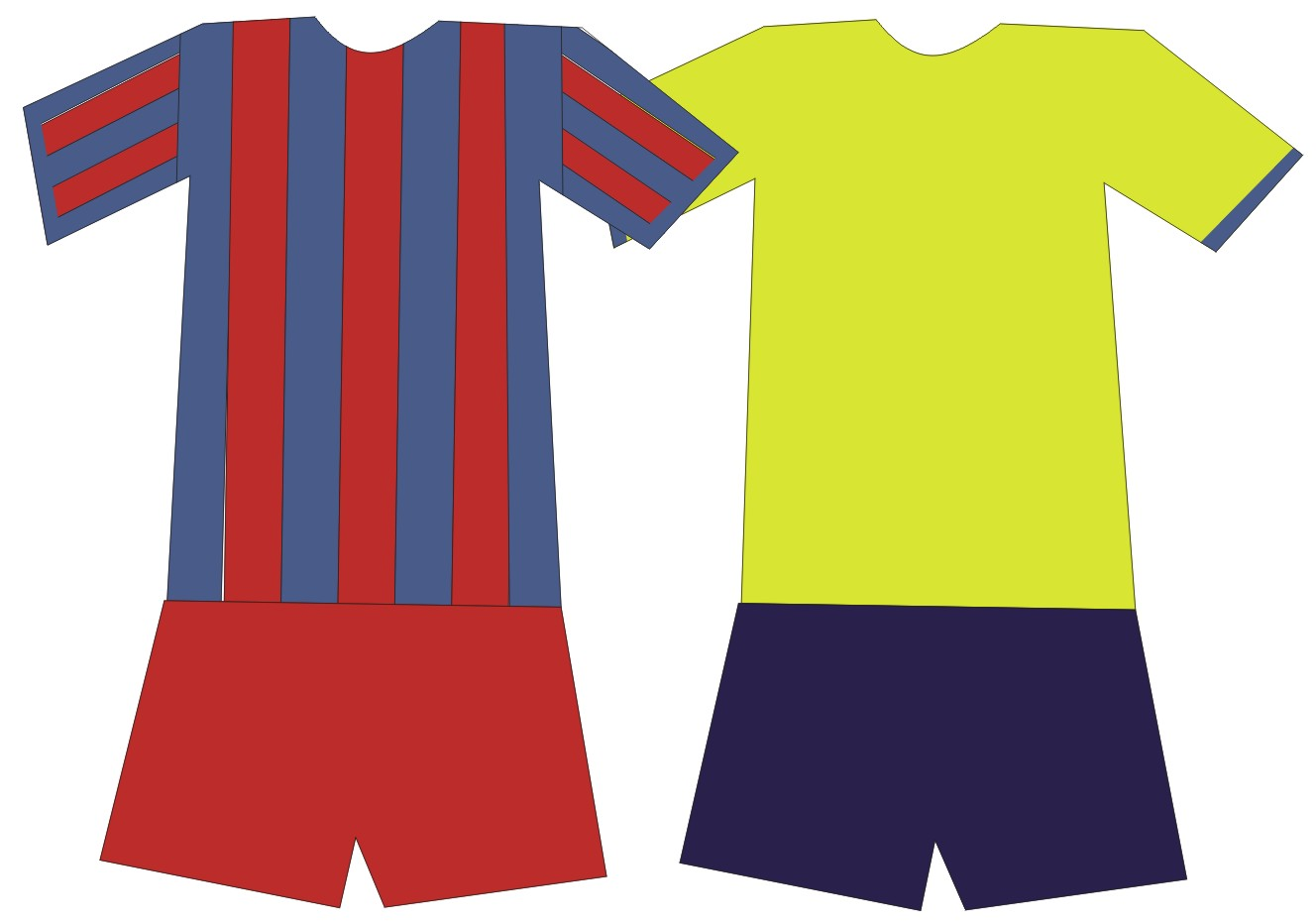
Equipacions oficials de la temporada 2005-06

- 27 juny - És presentada l'equipació oficial per a la temporada 2005-06, que per primera vegada incorpora petites senyeres i pantalons de color grana. La segona equipació és de color groc fluorescent amb pantaló blau marí.
- 26 juny -  La secció d'hoquei patins guanya la seva vuitena Lliga espanyola consecutiva (divuit en total), imposant-se per una sèrie de 3-1 al Reus Esportiu en l'últim partit del play-off. Després d'aquest títol Carlos Figueroa plega com a tècnic de la secció.
- 2 juny - Sandro Rosell presenta la seva dimissió irrevocable com a vicepresident esportiu del FCB en una conferència de premsa a l'Hotel Torre Catalunya

### Maig
- 23 maig - † Sígfrid Gràcia (73 anys. Exjugador 1952-1966)

## Plantilla
| - Carles Puyol - Xavi Hernández - Víctor Valdés - Gerard López - Gabri - Oleguer Presas - Albert Jorquera - Ronaldinho - Deco - Juliano Belletti - Thiago Motta |  | - Edmilson - Sylvinho - Andrés Iniesta - Gio van Bronckhorst - Rafael Márquez - Henrik Larsson - Ludovic Giuly - Samuel Eto'o - Maxi Lopez - Demetrio Albertini |  | Jugadors del filial: - Damià Abella - Rodri - Rubén - Javito - Leo Messi |

- Entrenador:  Frank Rijkaard
- Segon entrenador:  Henk ten Cate

## 2004

### Octubre
- 3 octubre - 6a. jornada de Lliga. Un solitari gol de Larsson dona la victòria al Barça (1-0) enfront del Numància. Els blaugrana són líders en solitari de tres anys després de l'últim cop.

### Agost
- 20 agost - El Liverpool FC tanca el fitxatge de Luis García per 9 milions d'euros.

### Juliol
- 29 juliol - Debut en la gira asiàtica amb derrota. El Barça perd (1-0) davant l'equip sud-coreà del Samsung de Suwon

## Resultats
| PARTIDOS 2004-2005 |
| --- |
| 16-07-2004 Amistós. BANYOLES-BARCELONA 1-1 18-07-2004 Amistós. FIGUERES-BARCELONA 1-2 20-07-2004 Amistós. PALAMÓS-BARCELONA 0-6 23-07-2004 Amistós. HÈRCULES-BARCELONA 1-1 29-07-2004 Amistós. SUWON SAMSUNG BLUEWINGS-BARCELONA 1-0 01-08-2004 Amistós. KASHIMA ANTLERS-BARCELONA 0-5 04-08-2004 Amistós. JUBILO IWATA-BARCELONA 0-3 08-08-2004 Amistós. INTERNATIONAL XANGHAI UNITED-BARCELONA 0-3 14-08-2004 Amistós (trofeu Cardiff Capital Challange). PARMA-BARCELONA 0-1 18-08-2004 Amistós. VILAFRANCA-BARCELONA 0-6 20-08-2004 Copa Cat alunya (semifinal, partit únic). PERALADA-BARCELONA 0-4 22-08-2004 Copa Catalunya (final). ESPANYOL-BARCELONA 0-2 25-08-2004 Gamper. BARCELONA-MILAN 2-1 29-08-2004 Lliga (1). RACING-BARCELONA 0-2 11-09-2004 Lliga (2). BARCELONA-SEVILLA 2-0 14-09-2004 Lliga de Campions (1). CELTIC-BARCELONA 1-3 19-09-2004 Lliga (3). ATLÈTIC MADRID-BARCELONA 1-1 23-09-2004 Lliga (4). BARCELONA-SARAGOSSA 4-1 26-09-2004 Lliga (5). MALLORCA-BARCELONA 1-3 29-09-2004 Lliga de Campions (2). BARCELONA-XAKHTAR DONETSK 3-0 03-10-2004 Lliga (6). BARCELONA-NUMANCIA 1-0 07-10-2004 Amistós. OLYMPIQUE MARSELLA-BARCELONA 0-0 16-10-2004 Lliga (7). ESPANYOL-BARCELONA 0-1 20-10-2004 Lliga de Campions (3). MILAN-BARCELONA 1-0 24-10-2004 Lliga (8). BARCELONA-OSASUNA 3-0 27-10-2004 Copa (1/32, partit únic). GRAMENET-BARCELONA 1-0 30-10-2004 Lliga (9). ATHLÈTIC CLUB-BARCELONA 1-1 02-11-2004 Lliga de Campions (4). BARCELONA-MILAN 2-1 06-11-2004 Lliga (10). BARCELONA-DEPORTIVO 2-1 14-11-2004 Lliga (11). BETIS-BARCELONA 2-1 20-11-2004 Lliga (12). BARCELONA-REIAL MADRID 3-0 24-11-2004 Lliga de Campions (5). BARCELONA-CELTIC 1-1 27-11-2004 Lliga (13). GETAFE-BARCELONA 1-2 30-11-2004 Amistóso. BARCELONA-SELECCIÓ D'ESTRELLES 4-3 04-12-2004 Lliga (14). BARCELONA-MÀLAGA 4-0 07-12-2004 Lliga de Campions (6). XAKHTAR DONETSK-BARCELONA 2-0 11-12-2004 Lliga (15). ALBACETE-BARCELONA 1-2 14-12-2004 Amistós. BARCELONA-AJAX 2-1 18-12-2004 Lliga (16). BARCELONA-VALÈNCIA 1-1 21-12-2004 Lliga (17). BARCELONA-LLEVANT 2-1 09-01-2005 Lliga (18). VILA-REIAL-BARCELONA 3-0 16-01-2005 Lliga (19). BARCELONA-REIAL SOCIETAT 1-0 22-01-2005 Lliga (20). BARCELONA-RACING 3-0 29-01-2005 Lliga (21). SEVILLA-BARCELONA 0-4 06-02-2005 Lliga (22). BARCELONA-ATLÈTIC MADRID 0-2 12-02-2005 Lliga (23). SARAGOSSA-BARCELONA 1-4 19-02-2005 Lliga (24). BARCELONA-MALLORCA 2-0 23-02-2005 Lliga de Campions (1/8, anada). BARCELONA-CHELSEA 2-1 26-02-2005 Lliga (25). NUMÀNCIA-BARCELONA 1-1 01-03-2005 Lliga (26). BARCELONA-ESPANYOL 0-0 05-03-2005 Lliga (27). OSASUNA-BARCELONA 0-1 08-03-2005 Llig a de Campions (1/8, tomada). CHELSEA-BARCELONA 4-2 12-03-2005 Lliga (28). BARCELONA-ATHLÈTIC CLUB 2-0 19-03-2005 Lliga (29). DEPORTIVO-BARCELONA 0-1 03-04-2005 Lliga (30). BARCELONA-BETIS 3-3 10-04-2005 Lliga (31). REIAL MADRID-BARCELONA 4-2 17-04-2005 Lliga (32). BARCELONA-GETAFE 2-0 24-04-2005 Lliga (33). MÀLAGA-BARCELONA 0-4 01-05-2005 Lliga (34). BARCELONA-ALBACETE 2-0 08-05-2005 Lliga (35). VALÈNCIA-BARCELONA 0-2 14-05-2005 Lliga (36). LLEVANT-BARCELONA 1-1 22-05-2005 Lliga (37). BARCELONA-VILA-REIAL 3-3 28-05-2005 Lliga (38). REIAL SOCIETAT-BARCELONA 0-0 02-06-2005 Amistós. LLEIDA-BARCELONA 3-3 12-06-2005 Amistós. YOKOHAMA MARINOS-BARCELONA 3-3 15-06-2005 Amistós. URAWA REDS DIAMONDS-BARCELONA 0-3 |